# Hội An (An Giang)
Hội An is een xã in het district Chợ Mới, een van de districten in de Vietnamese provincie An Giang in de Mekong-delta. Het ligt aan de oostelijke oever van de Hậu.

## Zie ook

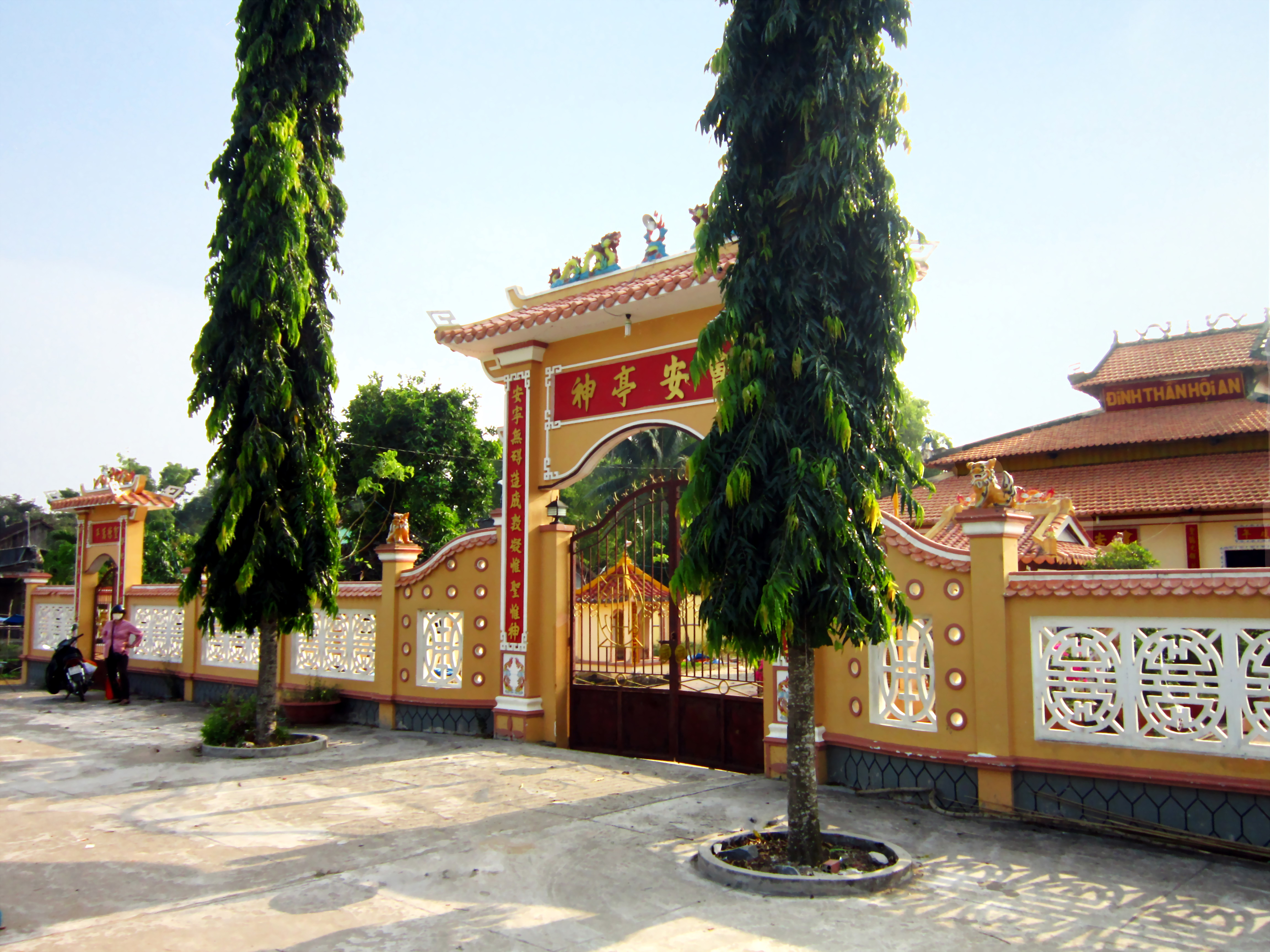
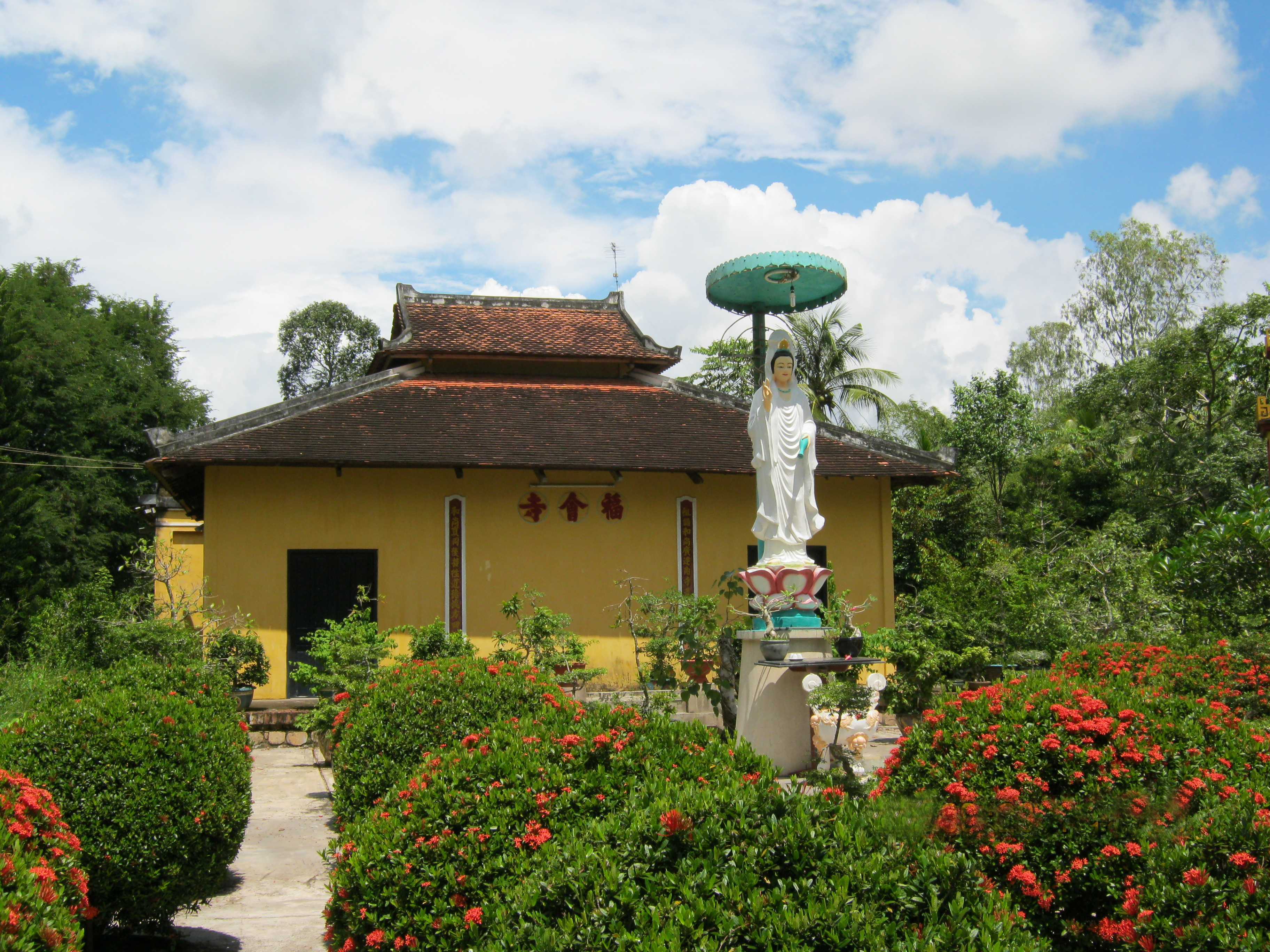